# Sabaibo
Sabaibo, pleme američkih Indijanaca u domorodačko doba nastanjeni na područjima današnjih meksičkih država Durango i Sinaloa. Sabaibo su govorili posebnim jezikom ili dijalektom Acaxee Indijanaca, i tretiraju se kao jedna od njihovih skupina. Dijelom bijahu naseljeni u San Ignacio Otatitlanu u pueblima Paiba, Alaya i Quejupa u Sinaloi. 
Na području Sinaloe u općini Cosalá, ima predhispanskih petroglifa čiji bi autori mogli biti pripadnici plemena Sabaibos, Acaxes,  Xiximes i Lacapaxas.